# Les Koch
Leslie „Les“ Koch (* 10. November 1958 in Kelowna, British Columbia) ist ein ehemaliger deutsch-kanadischer Eishockeyspieler, der unter anderem für den SC Riessersee und ECD Iserlohn in der Bundesliga aktiv war. Mit Riessersee wurde er in der Saison 1977/78 Deutscher Meister.

## Karriere
Nach Anfängen in der Juniorenmannschaft Kelowna Buckaroos aus der British Columbia Hockey League kam Les Koch als einer der ersten Deutsch-Kanadier während der Saison 1976/77 in die Bundesliga. Er schloss sich dem SC Riessersee (SCR) an, mit dem er in den folgenden Jahren seine größten Erfolge feierte. In der Saison 1977/78 gewann er mit der Mannschaft die Deutsche Meisterschaft, ein Jahr später wurde er mit dem SCR Vizemeister. Nach einem Jahr beim ECD Iserlohn und einem beim ERC Freiburg in der 2. Bundesliga war der Stürmer Mitte der 1980er Jahre zweimal jeweils für einige wenige Spiele für den EHC Essen-West aktiv, bevor er seine Karriere beendete und nach Kanada zurückkehrte.

## Erfolge und Auszeichnungen
- 1978 Deutscher Meister mit dem SC Riessersee
- 1979 Deutscher Vizemeister mit dem SC Riessersee
- 1981 Meister der 2. Bundesliga und Aufstieg in die Bundesliga mit dem ERC Freiburg

## Karrierestatistik

### International
Vertrat Deutschland bei:
- U20-Junioren-Weltmeisterschaft 1978

(Legende zur Spielerstatistik: Sp oder GP = absolvierte Spiele; T oder G = erzielte Tore; V oder A = erzielte Assists; Pkt oder Pts = erzielte Scorerpunkte; SM oder PIM = erhaltene Strafminuten; +/− = Plus/Minus-Bilanz; PP = erzielte Überzahltore; SH = erzielte Unterzahltore; GW = erzielte Siegtore; 1 Play-downs/Relegation; Kursiv: Statistik nicht vollständig)